# Рациу (Сату Маре)
Рациу (рум. Rațiu) насеље је у Румунији у округу Сату Маре у општини Ташнад. Oпштина се налази на надморској висини од 179 m.

## Становништво
Према подацима из 2002. године у насељу је живело 38 становника, од којих су сви румунске националности.